# Manoharpur (ort i Indien, Rajasthan)
Manoharpur är en ort i Indien.   Den ligger i distriktet Jaipur och delstaten Rajasthan, i den nordvästra delen av landet, 190 km sydväst om huvudstaden New Delhi. Manoharpur ligger 456 meter över havet och antalet invånare är 28 928.
Terrängen runt Manoharpur är platt. Runt Manoharpur är det tätbefolkat, med 459 invånare per kvadratkilometer. Närmaste större samhälle är Shāhpura, 10,4 km norr om Manoharpur. Trakten runt Manoharpur består till största delen av jordbruksmark.